# Malkiel Kotler
Pour les articles homonymes, voir Kotler.
Aryeh Malkiel Kotler (mieux connu comme Malkiel Kotler) (avril 1951-) est un rabbin américain, Rosh yeshiva de la Yechiva Beth Medrash Govoha (BMG), à Lakewood, New Jersey, l'une des plus grandes Yechivot à travers le monde. Il succède à son père, le rabbin Shneur Kotler comme Rosh yeshiva, qui lui-même avait succédé à son père, le rabbin Aharon Kotler, le fondateur de BMG.

## Éléments biographiques
Aryeh Malkiel Kotler est né en avril 1951. Il est le fils du rabbin Shneur Kotler et de Rischel Friedman. Il porte les prénoms de son grandpère maternel le rabbin Aryeh Malkiel Friedman. Du côté paternel, il est l'arrière petit-fils du rabbin Isser Zalman Meltzer.
Il est le cadet d'une famille de 9 enfants. Ses frères sont: Meir Kotler, Isser Zalman Kotler, Yitzchak Shrage Kotler et Aaron Kotler. Ses sœurs sont: Sara Yehudis Schustal, Batsheva Krupenia, Esther Reich et Baila Hinda Ribner.

### Rosh Yeshiva
Après le décès de son père, le rabbin Shneur Kotler, Rosh yeshiva du Beth Medrash Govoha de Lakewood, en 1982, Malkiel Kotler qui vit alors en Israël revient aux États-Unis pour prendre sa succession. Il a 31 ans. Il est nommé Rosh yeshiva, position qu'il partage avec les rabbins Dovid Shustal, Yerucham Olshin et Yisroel Neuman, ces trois derniers étant mariés à des petits-enfants du rabbin Aharon Kotler, le fondateur de la yechiva.

### Autres Positions
Malkiel Kotler est membre des Moetzes Gedolei HaTorah.

### Famille
Malkiel Kotler est d'abord marié avec Hinda Feinstein, la fille du rabbin Yechiel Michel Feinstein et de Lifscha Soloveitchik. Son épouse est l'arrière petite-fille du rabbin Yitzchok Zev Soloveitchik, connu comme le Brisker Rav.

#### Divorce
Lorsqu'à la fin de sa vie, le père de Malkiel Kotler, le rabbin Shneur Kotler, est très malade, son fils lui rend visite aux États-Unis. Hinda Kotler refuse de l'accompagner, craignant qu'il aille s'installer aux États-Unis pour prendre en charge la yechiva de son père. Elle ne veut pas quitter Israël, suivant les principes de sa famille.
Lors du séjour de Malkiel Kotler aux États-Unis, son père meurt. La position de Rosh yeshiva est offerte à Malkiel Kotler. A nouveau, Hinda refuse de quitter Israël pour venir s'établir à Lakewood, au New Jersey.
Malkiel Kotler demande alors un divorce (Guett). Hinda Kotler refuse d'accepter le divorce religieux prononcé aux États-Unis.
Malkiel Kotler considère qu'il doit accepter la position de Rosh yeshiva même si cela implique le divorce d'avec Hinda. Ils n'ont pas d'enfant.
Une procédure de divorce, très rarement utilisée dans la tradition juive est alors employée, le Heter Meah Rabbanim, soit l'autorisation signée par 100 rabbins.

#### Remariage
Il se remarie, plusieurs mois après, avec Chana Leah Tikotsky.
Son fils, Shneur Kotler, se marie le 31 août 2016.

## Œuvres
- Hagos Teshuvah, 2015[4]